# Birgitte Federspiel
Karen Birgitte Federspiel (født 6. september 1925 i København, død 2. februar 2005 i Odense) var en dansk skuespillerinde.
Hun er datter af skuespilleren Ejner Federspiel og læste hos skuespilleren John Price, inden hun kom ind på Frederiksberg Teaters elevskole i 1943, hvor hun afsluttede sin uddannelse i 1945. Hun fik debut på Allé Scenen samme år og var engageret til Odense Teater 1945-1947, Folketeatret 1947-1962 og Det Ny Teater 1962-1965.
Hun var gift med skuespilleren Henning Ahrensborg, der døde i en alder af kun 26 år. Hun levede derefter sammen med skuespilleren Freddy Koch og siden med skuespilleren Jens Østerholm.

## Filmografi
| År   | Titel                     | Rolle                                     | Noter                                                                   |
| ---- | ------------------------- | ----------------------------------------- | ----------------------------------------------------------------------- |
| 1940 | Jens Langkniv             |                                           | Birgittes far Ejner Federspiel medvirker også.                          |
| 1942 | Ta' briller på            |                                           |                                                                         |
| 1948 | I de lyse nætter          |                                           |                                                                         |
| 1949 | For frihed og ret         |                                           |                                                                         |
| 1950 | Susanne                   |                                           |                                                                         |
| 1951 | Familien Schmidt          |                                           |                                                                         |
| 1952 | Kærlighedsdoktoren        |                                           |                                                                         |
| 1953 | Adam og Eva               |                                           |                                                                         |
| 1955 | Ordet                     |                                           | Bodil-statuette for bedste kvindelige hovedrolle i Ordet                |
| 1956 | Kispus                    |                                           |                                                                         |
| 1956 | Vi som går stjernevejen   |                                           |                                                                         |
| 1957 | En kvinde er overflødig   |                                           |                                                                         |
| 1957 | Amor i telefonen          |                                           |                                                                         |
| 1959 | Charles' tante            |                                           |                                                                         |
| 1959 | En fremmed banker på      |                                           | Bodil-statuette for bedste kvindelige hovedrolle i En fremmed banker på |
| 1960 | Den sidste vinter         |                                           |                                                                         |
| 1961 | Gøngehøvdingen            |                                           |                                                                         |
| 1961 | Komtessen                 |                                           |                                                                         |
| 1961 | Drømmen om det hvide slot |                                           |                                                                         |
| 1963 | Dronningens vagtmester    |                                           |                                                                         |
| 1963 | Gudrun                    |                                           |                                                                         |
| 1963 | Hvis lille pige er du?    |                                           |                                                                         |
| 1964 | Døden kommer til middag   |                                           |                                                                         |
| 1964 | Tine                      |                                           | Birgittes far Ejner Federspiel medvirker også.                          |
| 1966 | Dyden går amok            |                                           |                                                                         |
| 1966 | Sult                      |                                           |                                                                         |
| 1966 | Søskende                  |                                           |                                                                         |
| 1967 | Den røde kappe            |                                           |                                                                         |
| 1970 | Og så er der bal bagefter |                                           | Birgittes far Ejner Federspiel medvirker også.                          |
| 1973 | Olsen Banden går amok     | købmandens datter Ragna, Bennys forlovede | Ejner og Birgitte Federspiel spiller far og datter.                     |
| 1974 | Nøddebo Præstegård (1974) |                                           |                                                                         |
| 1974 | Nitten røde roser         |                                           |                                                                         |
| 1976 | Julefrokosten             |                                           |                                                                         |
| 1976 | Den korte sommer          |                                           |                                                                         |
| 1977 | Pas på ryggen, professor  |                                           |                                                                         |
| 1977 | Nyt legetøj               |                                           |                                                                         |
| 1978 | Fængslende feriedage      |                                           |                                                                         |
| 1978 | Firmaskovturen            |                                           | minder om filmen Julefrokosten                                          |
| 1984 | Min farmors hus           |                                           |                                                                         |
| 1978 | Sidste akt                |                                           |                                                                         |
| 1978 | Babettes gæstebud         |                                           |                                                                         |
| 1978 | Peter von Scholten        |                                           |                                                                         |
| 1994 | Carlo og Ester            |                                           |                                                                         |
| 1997 | Barbera                   |                                           |                                                                         |
| 1998 | Forbudt for børn          |                                           |                                                                         |
| 2001 | Kat (film)                |                                           |                                                                         |

## Priser
- 1955 Bodil-statuette for bedste kvindelige hovedrolle i Ordet
- 1959 Bodil-statuette for bedste kvindelige hovedrolle i En fremmed banker på
- 1973 Henkel prisen
- 1985 Dannebrogordenen
- 2001 Teaterpokalen